# Iva Straková
Iva Straková (ur. 4 sierpnia 1980 w Taborze) – czeska lekkoatletka, skoczkini wzwyż.

## Osiągnięcia
- 7. miejsce podczas halowych mistrzostw Europy (Madryt 2005)
- 11. lokata na mistrzostwach świata (Helsinki 2005)
- 8. miejsce podczas halowych mistrzostw świata (Walencja 2008)
- 12. lokata na igrzyskach olimpijskich (Pekin 2008)
- 7. miejsce podczas halowych mistrzostw Europy (Turyn 2009)
- 8. lokata na superlidze drużynowych mistrzostw Europy (Leiria 2009)
- 9. miejsce w halowych mistrzostwach świata (Doha 2010)
- kilkanaście medali mistrzostw Czech, w tym 4 tytuły mistrzowskie w hali (2003 & 2005 & 2008 & 2009) oraz 2 na stadionie (2005 & 2009)

## Rekordy życiowe
- skok wzwyż (stadion) – 1,95 (2007 & 2008)
- skok wzwyż (hala) – 1,98 (2008)